# Joseph Desessarts d'Ambreville
Joseph Desessarts d'Ambreville, né à Montpellier le 26 octobre 1774 et mort après 1838, est un auteur dramatique français.

## Biographie
Ses pièces ont été représentées sur les plus grandes scènes parisiennes du XIXe siècle.

## Œuvres
- 1809 : À bas Molière, comédie en un acte, mêlée de vaudeville, avec René de Chazet et Jean-Toussaint Merle, théâtre des Variétés, 21 août
- 1810 : Monsieur Grégoire ou courte et bonne, comédie anecdotique en un acte, avec Jean-Toussaint Merle, théâtre des Variétés, 2 juin
- 1812 : L'Accord difficile, comédie en 3 actes et en vers
- 1818 : La Fenêtre secrète ou une soirée à Madrid, comédie en 3 actes et en prose, théâtre de l'Opéra-Comique, 17 novembre
- 1822 : La Leçon paternelle, comédie en 2 actes et en prose, avec Jean-Edme Paccard et Jean-Baptiste Pellissier, théâtre de la Gaîté, 22 octobre
- 1825 : Blaisot ou la leçon d'amour, tableau villageois en un acte, avec Jean-Baptiste Pellissier, théâtre de la Gaîté, 26 janvier
- 1826 : Le Duel, drame lyrique en 3 actes, avec Jean-Baptiste Pellissier, théâtre de l'Opéra-Comique, 4 juillet
- 1838 : Le Fou d'Athènes